# Acronicta denticulata
Acronicta denticulata là một loài bướm đêm trong họ Noctuidae.